# Mikroregion Andrelândia

Mikroregion Andrelândia

Mikroregion Andrelândia – mikroregion w brazylijskim stanie Minas Gerais należący do mezoregionu Sul e Sudoeste de Minas.

## Gminy
- Aiuruoca
- Andrelândia
- Arantina
- Bocaina de Minas
- Bom Jardim de Minas
- Carvalhos
- Cruzília
- Liberdade
- Minduri
- Passa-Vinte
- São Vicente de Minas
- Seritinga
- Serranos